# Am Schiffbleek 5 (Quedlinburg)

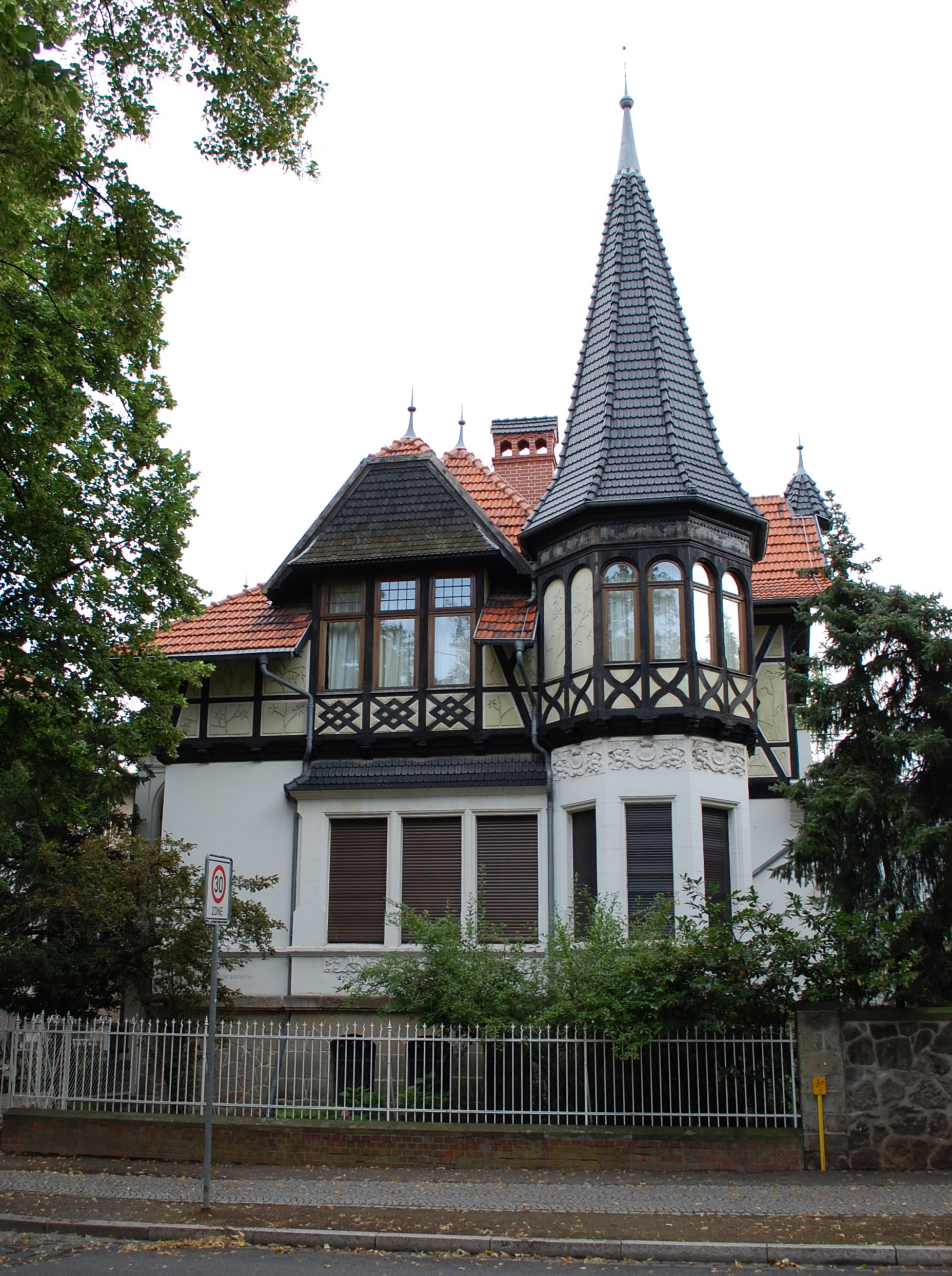
Villa Am Schiffbleek 5

Das Haus Am Schiffbleek 5 ist ein denkmalgeschütztes Gebäude in der Stadt Quedlinburg in Sachsen-Anhalt.
Die Villa befindet sich südlich der historischen Quedlinburger Altstadt auf der Ostseite der Straße Am Schiffbleek. Sie ist im Quedlinburger Denkmalverzeichnis eingetragen.

## Architektur und Geschichte
Die als malerisch beschriebene, vielgestaltig angelegte Villa wurde 1898 für den Rentmeister R. Weser vom Architekten Max Schneck errichtet. Die Grundstückseinfriedung und der Garten des Hauses gehören gleichfalls zum Baudenkmal.